# Juan Silloniz Achabal
Juan Silloniz Achabal o Santos (Ispaster, 25 de maig de 1942) va ser un ciclista basc, que fou professional entre 1968 i 1972. El seu principal èxit esportiu fou una victòria d'etapa a la Bicicleta Eibarresa.

## Palmarés
- 1968
  - Vencedor d'una etapa a la Bicicleta Eibarresa
- 1969
  - 1r als Tres dies de Leganés
  - Vencedor d'una etapa a la Volta a Mallorca
- 1970
  - Vencedor d'una etapa a la Volta a Aragó
- 1971
  - Vencedor de 3 etapes al Gran Premi Fagor

### Resultats a la Volta a Espanya
- 1970. 48è de la classificació general